# هودر (اسطوره نورس)

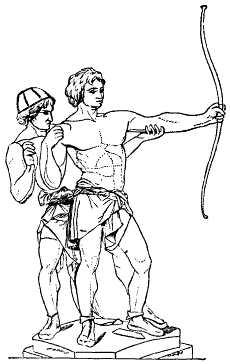
لوکی در حال فریب دادن هود برای پرتاب تیر به برادرش بالدر

هودر یا هود (به زبان نروژی باستان: Höðr) در اساطیر اسکاندیناوی، ایزد نابینای تاریکی و زمستان، پسر پادشاه خدایان اودین و همسرش فریگ بود. او توسط ایزد شرارت لوکی فریب خورد و تیری از جنس دارواش (تنها جسمی که می‌توانست به او آسیب برساند) را مستقیماً به قلب برادر دوقلویش بالدر شلیک کرد و او بیجان بر زمین افتاد.

## مرگ بالدر
بر طبق ادای شاعرانه، تمام موجودات بوسیلهٔ ایزدبانوی فریگ سوگند خوردند که به بالدر آسیبی نرسانند به غیر از بوته کوچک دارواش که از دید او برای سوگند خوردن بیش از حد کوچک و جوان بود. در این بین لوکی که به بالدر حسد می‌ورزید از این فرصت استفاده کرده، و تیری از جنس دارواش درست کرد. ایزدان در ضیافتی تمام سلاح‌های خود را بر روی بالدر امتحان می‌کردند و هیچ‌کدام قادر به آسیب رساندن به او نبودند. در این بین لوکی به سراغ هودر نابینا که در گوشه‌ای نشسته بود رفت و از او پرسید که چرا در بازی شرکت نمی‌کند. هودر جواب داد که اولاً چون کور است و ثانیاً چیزی برای پرتاب به سمت بالدر ندارد. لوکی تیر دارواش را به هودر داد و از او خواست که با راهنمایی او در بازی شرکت کند. هودر نیز تیر را با راهنمایی لوکی پرتاب کرد و تیر مستقیماً به قلب بالدر خورد و بلافاصله کشته شد. پس از این ماجرا اودین پدر هودر از ماده غولی به نام ریندر، صاحب فرزندی به نام والی شد. والی به سرعت رشد کرد و بزرگ شد و با کشتن هودر انتقام بالدر را از او گرفت. اگرچه پس از نابودی جهان هستی و به وجود آمدن دنیایی جدید، هودر دوباره متولد خواهد شد.